# Nigramma nigriceps
Nigramma nigriceps är en fjärilsart som beskrevs av Embrik Strand 1917. Nigramma nigriceps ingår i släktet Nigramma och familjen nattflyn. Inga underarter finns listade i Catalogue of Life.